# 幡鉾川
幡鉾川（はたほこがわ）は、壱岐島中央部を流れ、東部の内海（うちめ : 内海湾とも）に注ぐ二級河川である。
壱岐島では北部の谷江川を上回る最大の川で、流域の全てが長崎県壱岐市に属する。河内川（こうちがわ）とも呼ばれる。流域には「物部田原」「木田田原」「深江田原（河内盆地）」といった平野部が広がり、国の特別史跡に指定された原の辻遺跡もこの川の下流域にある。

## 流域
芦辺町湯岳地区の西にある鉾の木山（標高135m）を水源とする。本流はまず西、次いで南へ流れる。柳田方面からの支流が合流した後は東へ流路を変える。
下流域は約3km2の河内盆地が広がり、大原・湯岳・池田・深江といった集落がある。川は町谷川や池田川などの支流を併せながら、水田地帯の中を東へ流れる。河内盆地の最下流に原の辻遺跡があり、旧石器時代から中世までの複合遺跡となっている。内海へ注ぐ河口域は壱岐島を形成する溶岩台地を刻む谷となっていて、両岸に丘陵地が迫る。
水源が標高135mと低いうえに勾配も緩く、流域のほとんどが標高50m以下である。昔は海だったとも伝えられている。河内盆地のみならず川に沿ったほぼ全域が水田に利用され、壱岐最大の稲作地帯となっている。
本流に対して流域面積が比較的広く、降った雨が同時に川に集まる。さらに流れが緩く蛇行が多かったため、流域は古来から洪水が頻発していた。1952年-1959年（昭和27-34年）に耕地整理事業に伴う河川改修が行われ、幡鉾川の流れは直線化された。また1992年-2004年（平成4-16年）にも河川改修が行われた。ただし度重なる河川改修によって、淡水魚やニホンイシガメなど各種水生生物は大きく個体数を減らした。

## 関連道路
- 国道382号
- 長崎県道23号勝本石田線
- 長崎県道173号郷ノ浦芦辺線